# Glen czy Glenda
Glen czy Glenda (ang. Glen or Glenda, pierwotny tytuł oryg. I Changed My Sex!) − amerykański film fabularny (dramat exploitation) z 1953 roku w reżyserii Eda Wooda, niosący przesłanie tolerancji dla osób transpłciowych, jak i w ogóle dla szeroko pojętej inności. Jest to jeden z pierwszych projektów w dorobku filmowym Wooda, poruszający wątki z życia reżysera. W jednym z udzielonych wywiadów Wood stwierdził:
Jeżeli chcecie mnie poznać, obejrzyjcie film „Glen czy Glenda”. To ja, to niewątpliwie moja historia.
Film ma charakter dokumentu. Jego specyficzna formuła, podobnie jak historia produkcji filmu (znacznie utrudnionej z powodu niskiego budżetu), czynią z niego obraz kultowy.

## Fabuła
Policja wszczyna śledztwo po samobójstwie transwestyty. Inspektor prowadzący śledztwo niewiele wie o transwestytyzmie, więc zwraca się do psychiatry z prośbą o wyjaśnienie tegoż zjawiska. Psychiatra opowiada inspektorowi dwie historie z życia osób transpłciowych (transkobiet): o Alanie, który przeszedł operację chirurgiczną i stał się Anną, i o Glenie, który boi się powiedzieć narzeczonej Barbarze o swoim zamiłowaniu – o ubieraniu się w bluzki z angory i wędrowaniu ulicami pod osłoną nocy jako Glenda. Jednocześnie jakiś naukowiec ostrzega widzów: „Strzeż się zielonego smoka!”